# Gastetape
La playa Guetaria está situada al suroeste del monte de San Antón, en el municipio guipuzcoano de Guetaria, País Vasco (España).
En esta playa se práctica el surf.